# Luis Pérez Pascual
Luis Pérez Pascual (Sant Sebastià, Guipúscoa, 9 de febrer de 1971) és un exfutbolista basc. Va ser conegut futbolísticament com a Luis Pérez. Va jugar en les posicions d'extrem dret i davanter a la Reial Societat al llarg de la dècada de 1990. Amb aquest equip va disputar un total de 184 partits en la Primera divisió espanyola al llarg de 9 temporades.

## Biografia
Va néixer el 9 de febrer de 1971 a Sant Sebastià, encara que des de petit va residir en la veïna localitat d'Hernani. Va començar a jugar al futbol en les categories inferiors del Club Deportivo Hernani, equip de futbol de la seva localitat, d'on va ser fitxat per la Reial Societat i enquadrat en les seves categories inferiors.
El 1989 debuta amb el Sanse CF, filial de la Reial Societat, en Segona Divisió B. Romandrà 2 temporades en el filial, amb el qual jugarà 40 partits i marcarà 11 gols. En la seva segona temporada amb el filial va compaginar actuacions en Segona B amb puntuals aparicions en el primer equip. El seu debut en la Primera divisió espanyola amb el primer equip de la Reial Societat es va produir el 7 d'octubre de 1990 a l'Estadi de Atocha davant el Reial Madrid, empatant la Reial Societat a 1. Luis Pérez comptava amb 19 anys. El va fer debutar Marco Antonio Boronat. Eixe any va jugar 12 partits en primera divisió amb la Real.

### Carrera a la Real
Luis Pérez va estar 9 temporades en la Primera divisió espanyola amb la Reial Societat, entre 1990 i 1999; si bé en el seu primer any (temporada 1990-91) va compaginar partits de 1a i 2aB; i en la seva última temporada (1998-99) no va jugar un sol minut i va acabar sortint de l'equip a mitjan campanya. El seu bagatge en la Reial Societat es resumeix en 210 partits oficials i 30 gols, dels quals 184 van ser partits de Lliga en la Primera divisió (marcant 24 gols). Luis Pérez va ser al llarg de la seva carrera un jugador discutit. Estava dotat d'una gran rapidesa que el permetia ser una arma molt útil jugant al contraatac; no obstant això molts afeccionats consideraven que no tenia qualitat suficient per a jugar en primera divisió. El seu lloc més habitual va ser la banda dreta, on jugava com extrem.
La temporada 1991-92 va ser la primera en la qual Luis Pérez va quedar enquadrat oficialment en la primera plantilla de la Reial Societat. Durant 6 temporades mai va arribar a ser titular indiscutible, si bé els 3 tècnics que van passar per la Real (Toshack, Salva Iriarte i Javier Irureta) li van fer jugar entre 24 i 30 partits per temporada, molts d'ells com recanvi i revulsiu, sent la seva aportació a l'equip sempre important. La temporada 1991-92 va contribuir a classificar a l'equip per a la Copa de la UEFA. Les temporades 1993-94 i 1994-95 va contribuir en part amb les seves passades i centres a convertir al bosni Mehmed Kodro en un dels golejadors més cotitzats del futbol espanyol. Les temporades 1994-95 i 1995-96 va aportar 8 gols per temporada a l'equip. No obstant això aquesta situació va canviar radicalment amb l'arribada el 1997 del tècnic alemany Bernd Krauss a Sant Sebastià.
Krauss no confiava en la capacitat del jugador hernaniatarra i va acabar apartant-lo de l'equip. La temporada 1997-98 només va jugar 7 partits en Lliga i va marcar un gol. La marxa de l'equip va ser a més molt bona aquesta temporada, quedant 3r i classificant-se per a la Copa de la UEFA. L'estiu de 1998, Luis Pérez va tenir oportunitat de sortir de l'equip, però en no tenir ofertes d'equips de primera divisió, va optar per seguir en la Real, encara que el tècnic no comptés ja amb ell. La situació es va anar fent insostenible al llarg de la temporada 1998-99 fins que el jugador abandonara el club a mitjan campanya. En el seu moment l'afició donostiarra no el va trobar massa a faltar la marxa del davanter, ja que sempre havia estat un jugador discutit; havia jugat poc en l'últim any i mig i la marxa de l'equip en aquell moment era bastant bona. No obstant això el pas dels anys ha fet que la valoració de Luis Pérez s'hagi fet més positiva i en general és recordat amb afecte per l'afició donostiarra com un dels jugadors clàssics de la Reial Societat dels anys 90.

### Etapa a Osasuna
En el mercat d'hivern de la temporada 98-99 Luis Pérez va fitxar per Osasuna, equip que ja s'havia interessat pel jugador mesos abans. Els navarresos jugaven per aquell temps en la Segona divisió. El fitxatge de Luis Pérez va costar 85 milions de pessetes (una mica menys de mig milió d'euros) a Osasuna, més altres 15 milions de variable condicionats a l'ascens del club a primera divisió. Aquest fitxatge es va considerar un dels reforços importants de l'equip navarrès per a tractar de redreçar el seu erràtic rumb en la categoria d'argent, no en va Luis Pérez era un jugador amb una important experiència en primera divisió.
Luis Pérez va fitxar pel que restava de temporada més altres 3 anys. Debuta amb els navarresos el 13 de gener de 1999 en partit de Copa del Rei i va fer el seu debut en Lliga uns dies més tard, el 17 de gener. Tot i això Luis Pérez tampoc va tenir sort amb els rojillos, ja que el tècnic navarrès Enrique Martín Monreal no va arribar a confiar en el jugador guipuscoà. En mitja temporada sol va jugar 124 minuts en 5 partits de Lliga, sense arribar a marcar cap gol. El desengany de Luis Pérez en Osasuna es va accentuar encara més en la temporada següent, la temporada 1999-2000. Miguel Ángel Lotina, nou tècnic rojillo, no va comptar práctiacamente res amb el guipuscoà, que va ser l'únic de la plantilla en no disputar un sol minut en Lliga, encara que sí que va arribar a jugar minuts en amistosos, partits de Copa del Rei i a completar convocatòries d'alguns partits de Lliga. Per això cap dir que la contribució de Luis Pérez a l'ascens que va protagonitzar Osasuna a la primera divisió Espanyola aquesta temporada va ser molt petit.
Tot i tenir 2 temporades més de contracte, Luis Pérez no comptava per a Miguel Angel Lotina de cara a la temporada de retorn d'Osasuna a primera divisió, cosa comprensible tenint en compte que en any i mig tot just havia jugat. El juliol, Luis Pérez i el club, rescindiren el seu contracte de mutu acord.

### Altres curiositats
- Juga actualment en l'equip de la Reial Societat de la Lliga de futbol indoor de veterans.
- Va arribar a aconseguir 2 hat-trick en la Primera divisió espanyola. El 14 de maig de 1995 va assolir marcar 3 gols al CD Logroñés en tan sols quatre minuts (41', 43' i 44'), sent un dels hat-trick més ràpids de la història de la lliga espanyola. El 14 d'abril de 1996 va marcar altres 3 gols al València en un partit de Lliga.
- El fitxatge de Luis Pérez per Osasuna va tenir com epíleg un conflicte que va enfrontar a Osasuna amb la Reial Societat durant la temporada 2000-01 que va dur a la ruptura de relacions entre ambdós clubs. Els navarresos, donat el baix rendiment exhibit per Luis Pérez, no van voler inicialment pagar els 15 milions de pessetes de variable que havien acordat amb la Real en cas que l'Osasuna ascendís. No obstant això, la situació es va reconduir després d'un canvi en la presidència de la Real i finalment Osasuna va acabar pagant el seu deute eixa mateixa temporada.

### Selecció
Va disputar 1 partit amistós amb la selecció del País Basc.
Va arribar a ser internacional Sub-19 amb la selecció espanyola.

## Clubs
| Club             | Any       |
| ---------------- | --------- |
| San Sebastián CF | 1989-1991 |
| Reial Societat   | 1991-1999 |
| CA Osasuna       | 1999-2000 |